# Mark J. Schiefsky
Mark John Schiefsky ist ein US-amerikanischer Klassischer Philologe.

## Leben
Er erwarb 1991 den BA in Classics und Astronomie an der University of Michigan, 1993 den BA in Classics am Magdalene College der University of Cambridge und 1999 den Ph.D. in Klassischer Philologie an der Harvard University. 2000 wurde er Assistant Professor, 2005 Associate Professor, 2007 Professor für Classics an der Harvard University. Seit 2021 ist er Direktor des Center for Hellenic Studies in Washington, D.C.
Seine Forschungsschwerpunkte sind Geschichte der antiken Wissenschaft und Philosophie, Graeco-Arabistik und digitale Geisteswissenschaften.

## Schriften (Auswahl)
- Hippocrates: On ancient medicine. Brill, Leiden 2005, ISBN 90-04-13758-0.